# Schöngleina
Schöngleina település Németországban, azon belül Türingiában. Lakosainak száma 512 fő (2023. december 31.). Schöngleina Ruttersdorf-Lotschen és Schlöben községekkel határos.

## Népesség
A település népességének változása:
| Lakosok száma | 497  | 506  | 532  | 534  | 512  |
|               | 2017 | 2019 | 2021 | 2022 | 2023 |